# Carlo Costantini
Carlo Costantini (Pescara, 10 gennaio 1962) è un politico italiano.

## Biografia
Ha svolto gli studi liceali a Paderno del Grappa in provincia di Treviso e a Pescara, dove ha conseguito la maturità classica, e si è laureato in giurisprudenza presso l'Università degli Studi di Roma "La Sapienza".
Dal 1990 è iscritto all’Albo degli Avvocati cassazionisti.

### Carriera politica
Ha iniziato il suo impegno politico nel 1993, candidandosi alle elezioni comunali in Abruzzo del 1993 al consiglio comunale di San Giovanni Teatino (Chieti), venendo eletto consigliere comunale ed in poco più di dieci anni ha avuto la possibilità di ricoprire le cariche di assessore, sindaco del comune, di Consigliere regionale in Abruzzo con l'incarico di presidente della Commissione di Vigilanza, di Consigliere Comunale di Pescara con l'incarico di Presidente della Commissione Urbanistica, di Presidente dell'Azienda di Promozione Turistica Regionale e, nell'aprile 2006, di Deputato eletto nella lista abruzzese dell'Italia dei Valori.
Nel 2008, eletto nuovamente Deputato nella lista dell'IdV, ricopre gli incarichi di Capogruppo nella 1ª Commissione Affari Costituzionali della Camera dei Deputati, di componente del Comitato per la Legislazione e di Vice Presidente della Commissione Bicamerale per la semplificazione della legislazione. Durante la convention del partito a Vasto, Antonio Di Pietro lo ha scelto come candidato presidente per l'Abruzzo alle elezioni del 14 e 15 dicembre 2008, ed ha avuto l'appoggio del Partito Democratico e delle forze di sinistra. Perde le consultazioni regionali, raccogliendo il 42,67% dei consensi, con elezioni caratterizzate da forte astensionismo (52,97% votanti).
Il 16 gennaio 2009, comunica la decisione di lasciare il Parlamento dimettendosi dalla carica di Deputato per restare in Abruzzo a sostenere l'opposizione alla giunta regionale di Gianni Chiodi.
Nel 2012 viene nominato da Antonio Di Pietro commissario straordinario per l'IdV nel Lazio.
Nel 2013 in polemica con la scelta di Di Pietro di non tenere primarie aperte per rinnovare il partito in seguito alla sconfitta della lista elettorale Rivoluzione Civile, fonda insieme al sindaco di Palermo Leoluca Orlando il movimento "Movimento 139".
È stato promotore del referendum consultivo relativo alla fusione dei Comuni di Pescara, Montesilvano e Spoltore (la Nuova Pescara di quasi 200 000 abitanti), che si è svolto il 25 maggio 2014, guidando il fronte del SÌ. Il referendum ha visto trionfare i favorevoli con il 64% dei voti. Per portare a compimento tale progetto, il 17 febbraio 2019 ha annunciato la sua candidatura a sindaco di Pescara a capo di una coalizione di liste civiche. Ha ottenuto il 6,35% e lo scranno di consigliere. Aderisce al partito Azione per poco più di due anni, proseguendo l’attività politica da indipendente.
Il 22 gennaio 2024 presenta la sua candidatura a sindaco di Pescara per il centrosinistra, alla guida di una coalizione composta da Partito Democratico, Movimento 5 Stelle, Alleanza Verdi e Sinistra e da due liste civiche.

### Iniziative di legge
Alcune delle iniziative di legge:
- Ddl in materia di incandidabilità e di ineleggibilità alle cariche di deputato e di senatore;
- Ddl in materia di ineleggibilità alle cariche di deputato e di senatore;
- Ddl su nuove disposizioni in materia di affidamento condiviso dei figli;
- Ddl sull'istituzione della figura professionale del mediatore familiare;
- Ddl in materia di prevenzione degli incendi boschivi attraverso sistemi di monitoraggio satellitare;